# Baron-sur-Odon
Baron-sur-Odon is een gemeente in het Franse departement Calvados (regio Normandië). De plaats maakt deel uit van het arrondissement Caen. Baron-sur-Odon telde op 1 januari 2022 1.104 inwoners.

## Geografie
De oppervlakte van Baron-sur-Odon bedroeg op 1 januari 2022 6,43 vierkante kilometer; de bevolkingsdichtheid was toen 171,7 inwoners per km².
De onderstaande kaart toont de ligging van Baron-sur-Odon met de belangrijkste infrastructuur en aangrenzende gemeenten.

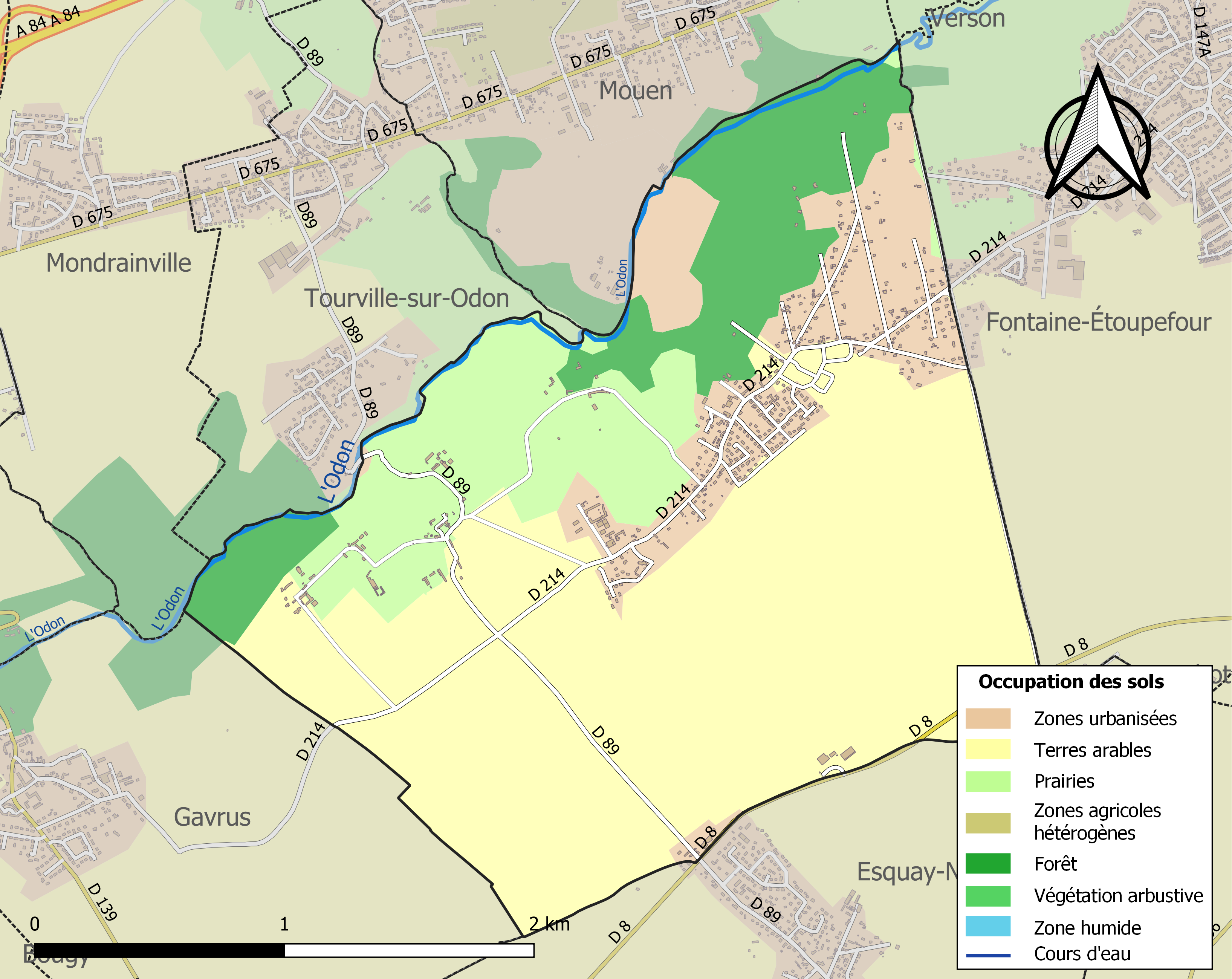

## Demografie
Onderstaande figuur toont het verloop van het inwonertal (bron: INSEE-tellingen).

Vanwege een beveiligingsprobleem met de MediaWiki Graph-software is het momenteel niet mogelijk deze grafiek weer te geven. Zodra de software is bijgewerkt zal de grafiek vanzelf weer zichtbaar worden.